# IC 4425
IC 4425 је спирална галаксија у сазвјежђу Волар која се налази на листи објеката дубоког неба у Индекс каталогу.
Деклинација објекта је + 27° 11' 23" а ректасцензија 14h 26m 44,3s. Привидна величина (магнитуда) објекта IC 4425 износи 14,4 а фотографска магнитуда 15,2. IC 4425 је још познат и под ознакама CGCG 163-49, KUG 1424+274, PGC 51575.